# Canonización

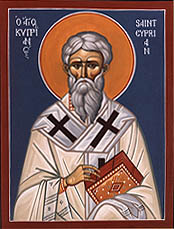
Icono que representa a Cipriano de Cartago. Este mártir del recomendó que se observara la máxima diligencia en la investigación de aquellos que se decía habían muerto por la fe. Esta recomendación constituye un antecedente del actual proceso de canonización.

La canonización es el acto mediante el cual la Iglesia católica, tanto en su rito oriental como en el occidental, declara como santa a una persona fallecida. Este proceso comprende la inclusión de dicha persona en el canon, la lista de santos reconocidos, así como el permiso para venerar a esa persona, a la cual se le asigna una fiesta litúrgica, se le dedican iglesias, capillas o altares, y se reconoce su poder de intercesión ante Dios.
En los primeros tiempos del cristianismo, los individuos eran reconocidos como santos sin requerimientos o procesos formales. El proceso comenzó a regularizarse y tomar forma en la Edad Media.
Tanto la Iglesia católica como la ortodoxa poseen sus formas y mecanismos de canonización.
En el caso del catolicismo, el reconocimiento de la santidad se efectúa, en la actualidad, después de un proceso de investigación exhaustivo de la vida de la persona implicada. Existen cuatro vías (tres tradicionales, y una cuarta abierta por el papa Francisco con el motu proprio Maiorem hac dilectionem, con el parecer favorable de la Congregación para las Causas de los Santos en la sesión plenaria del 27 de septiembre de 2016) para llegar a las declaraciones de beatificación y canonización:
- La vía de las virtudes heroicas;
- La vía del martirio;
- La vía de las causas excepcionales, confirmadas por un culto antiguo y fuentes escritas, llamada también «beatificación/canonización equivalente»;
- La vía del ofrecimiento de la vida, propuesta en el motu proprio Maiorem hac dilectionem.

En el proceso de canonización se establece la duda procesal de si el candidato a santo ha vivido las virtudes cristianas en grado heroico, o si ha sufrido martirio por causa de la fe. Además, para llegar a la canonización se requiere de la realización confirmada de dos milagros (uno solo en el caso del mártir).
La canonización se lleva a cabo mediante una solemne declaración papal de que una persona está, con toda certeza, contemplando la visión de Dios.
El nombre de la persona se inscribe en la lista de los santos de la Iglesia y a la persona en cuestión se la "eleva a los altares", es decir, se le asigna un día de fiesta para la veneración litúrgica por parte de la Iglesia católica.
El tiempo transcurrido entre la muerte y la canonización de los santos ha sido sumamente variable: desde siglos —tal el caso de san Pedro Damián, canonizado 756 años tras su muerte—, hasta menos de un año. Entre estos últimos casos, pueden citarse los ejemplos de san Antonio de Padua, canonizado 352 días después de su deceso, y de san Pedro de Verona, cuyo proceso de canonización tuvo una duración de tan solo 337 días.

## Historia
Los santos originalmente eran aclamados vox populi, es decir, por aclamación popular. Se trataba de un acto espontáneo de la comunidad cristiana. Para evitar abusos, los obispos tomaron la responsabilidad de la declaración de santos en sus respectivas diócesis. En orden al cuidado y prudencia a ejercer por la Iglesia en la prueba de la santidad, Cipriano de Cartago, a mediados del siglo III, recomendó que se observara la máxima diligencia en la investigación de las denuncias de los que se decía habían muerto por la fe. Debían investigarse mediante examen riguroso todas las circunstancias que habían acompañado su martirio, el carácter de su fe y los motivos que las habían animado, de forma que pudiera evitarse el reconocimiento a quienes no merecieran tal título.
A los santos así reconocidos se le asignaba un día de fiesta, generalmente el aniversario de su muerte. A finales del siglo X se realizaron los primeros procesos canónicos, siendo el primer santo canonizado por proceso Ulrico de Augsburgo y la primera santa, Viborada. Finalmente, en el año 1234, se reservó oficialmente a los papas el derecho de canonización. En 1588, el papa Sixto V puso el proceso en manos de la Sagrada Congregación de Ritos. Pablo VI, en 1969, atribuyó esta tarea a la Congregación para las Causas de los Santos.

## Etapas
Hay cinco pasos en el proceso oficial de la causa de los santos, una vez transcurridos cinco años desde la muerte del candidato o candidata:
1. Postulación: se presenta y da a conocer la intención de elevar a la santidad a esa persona, y se recaban datos biográficos y testimonios.
2. La persona es declarada «sierva de Dios».
3. La persona es declarada «venerable».
4. Beatificación: la persona es declarada «beata» si se prueba la existencia de un milagro debido a su intervención.
5. Canonización: la persona es declarada «santa» cuando puede atribuírsele un segundo milagro.

### Siervo de Dios
El obispo diocesano y el postulador de la causa solicitan iniciar el proceso de canonización y presentan a la Santa Sede un informe sobre la vida y las virtudes de la persona de que se trate. En todo caso, se considera requisito necesario que haya muerto perteneciendo a uno de los dos ritos admitidos por la Iglesia católica: el oriental o el occidental.
La Santa Sede, por medio de la Congregación para las Causas de los Santos, examina el informe y dicta un decreto diciendo que nada impide iniciar la causa (decreto "Nihil obstat"). Este Decreto es la respuesta oficial de la Santa Sede a las autoridades diocesanas que han pedido iniciar el proceso canónico.
Obtenido el "Nihil obstat", el obispo diocesano dicta el Decreto de introducción de la causa del ahora Siervo de Dios.

### Venerable
Esta parte del camino comprende cinco etapas:
1) Proceso sobre la vida y las virtudes del Siervo de Dios. Un tribunal, designado por el obispo, recibe los testimonios de las personas que conocieron al Siervo de Dios. Ese Tribunal diocesano no da sentencia alguna; esta queda reservada a la Congregación para las causas de los santos.
2) Proceso de los escritos: una comisión de censores, señalados también por el obispo, analiza la ortodoxia de los escritos del Siervo de Dios.
3) El documento "Positio": esta etapa se inicia una vez terminados los dos procesos anteriores. El Relator de la Causa nombrado por la Congregación para las Causas de los Santos, elabora el documento, donde se incluyen, además de los testimonios de los testigos, los principales aspectos de la vida, virtudes y escritos del Siervo de Dios.
4) Discusión de la “Positio”: una vez impreso, es discutido por una Comisión de teólogos consultores, nombrados por la Congregación para las Causas de los Santos. Después, en sesión solemne de cardenales y obispos, la Congregación para las Causas de los Santos, a su vez, discute el parecer de la Comisión de Teólogos.
5) Decreto del Santo Padre: Si la Congregación para las Causas de los Santos aprueba la “Positio”, el Santo Padre dicta el Decreto de Heroicidad de Virtudes. El que era Siervo de Dios pasa a ser considerado Venerable.
Con el título de Venerable se reconoce que un fallecido vivió y practicó las virtudes cristianas en grado heroico, es decir, de forma excepcional y ejemplar. Esta declaración la hace el cardenal correspondiente a la zona geográfica donde vivió esa persona, en la catedral más importante de esa zona.

### Beato o bienaventurado
a) La primera etapa es mostrar al “Venerable” a la comunidad como modelo de vida e intercesor ante Dios. Para que esto pueda ser, el Postulador de la Causa deber probar ante la Congregación para las Causas de los Santos:
– La fama de santidad del Venerable, con una lista de las gracias y favores pedidos a Dios por los fieles por intermedio del Venerable.
– La realización de un milagro atribuido a la intercesión del Venerable. El proceso de examinar este “presunto” milagro se lleva a cabo en la Diócesis donde ha sucedido el hecho y donde viven los testigos. El milagro no es requerido si la persona ha sido reconocida como mártir.
Generalmente, el Postulador de la Causa presenta hechos relacionados con la salud o la medicina. El Proceso de examinar el “presunto” milagro debe abarcar dos aspectos: a) la presencia de un hecho (la sanación) que los científicos (los médicos) deberán atestiguar como un hecho que va más allá de la ciencia, y b) la intercesión del Venerable Siervo de Dios en la realización de ese hecho que señalarán los testigos del caso.
b) Durante la segunda etapa la Congregación para las Causas de los Santos examina el milagro presentado.
– Dos médicos peritos, designados por la Congregación, examinan si las condiciones del caso merecían un estudio detallado.
– La Consulta médica de la Congregación para las Causas de los Santos (cinco médicos peritos) discute esa conclusión.
– El Congreso de Teólogos de la Congregación para las Causas de los Santos, (ocho teólogos) estudian el nexo entre el presunto milagro y la intercesión atribuida al Siervo de Dios.
– Todas las conclusiones son presentadas por un Cardenal (Cardenal “Ponente”) a los demás integrantes de la Congregación, reunidos en sesión. Luego, en sesión solemne de los cardenales y obispos de la Congregación para las Causas de los Santos se da su veredicto final sobre el “milagro”.
– Si el veredicto es positivo el Prefecto de la Congregación ordena la confección del Decreto correspondiente para ser sometido a la aprobación del Santo Padre.
c) En la tercera etapa y con los antecedentes anteriores, el Santo Padre aprueba el Decreto de Beatificación.
d) En la cuarta etapa el Santo Padre determina la fecha de la ceremonia litúrgica.
e) La quinta etapa es la Ceremonia de Beatificación. Generalmente la hace un cardenal por delegación papal y, habitualmente, en el lugar en que vivió o murió el nuevo beato.
Los beatos son venerados públicamente por la iglesia local (en España, por la provincia correspondiente).

### Santo
El proceso de canonización consta de las siguientes etapas:
1) Aprobación de un segundo milagro ocurrido tras la beatificación. (Este milagro, imprescindible en el proceso salvo dispensa, sería el único en caso los mártires).
2) La Congregación para las Causas de los Santos examina este segundo milagro presentado. Para examinarlo la Congregación sigue los mismos pasos que para el primer milagro que se presentó para la beatificación.
3) El Santo Padre aprueba el Decreto de Canonización.
4) El Santo Padre convoca un Consistorio Ordinario Público, donde informa a todos los cardenales de la Iglesia y luego determina la fecha de la ceremonia de canonización.
5) Ceremonia de canonización: la celebra el papa en la basílica de San Pedro o en la plaza de San Pedro del Vaticano. En el caso del papa San Juan Pablo II, las canonizaciones las realizaba en el país de origen del beato a canonizar durante sus viajes pontificios por el mundo.
Mediante la canonización se concede el culto público en la Iglesia católica. Se le asigna un día de fiesta y se le pueden dedicar iglesias y santuarios. No existe un cómputo preciso de quiénes han sido proclamados santos desde los primeros siglos. En 1988, para celebrar su IV centenario, la Congregación para las Causas de los Santos publicó el primer Index ac status Causarum. Este libro y los suplementos que le siguieron, escritos enteramente en latín, están considerados como el índice definitivo de todas las causas que han sido presentadas ante la congregación desde su institución.

## Sobre el culto inmemorial
El papa Benedicto XIV estableció que si concurrían causas extraordinarias via cultus, el fundamento de la veneración radicaba en el derecho adquirido que nacía de la prescripción centenaria o inmemorial. Lo que había que probar era un hecho histórico, a saber, que el siervo de Dios recibía culto desde tiempo inmemorial o, al menos, con anterioridad a 1534. Esta fórmula es la que se llama canonización equivalente o canonización extraordinaria. Algunos santos que han sido canonizados mediante este método son: Pedro Nolasco en 1628 por el papa Urbano VIII, Hildegarda de Bingen en 2012 por Benedicto XVI o José de Anchieta en 2014 por el papa Francisco, entre otros.

## Fórmula de canonización
En la ceremonia solemne de la canonización, el prefecto de la Congregación para las Causas de los Santos presenta la causa de la canonización ante el papa quien, al final del rito, pronuncia la siguiente fórmula en latín:

Ad honorem Sanctae et Individuae Trinitatis, ad exaltationem Fidei Catholicae et Christianae Religionis augmentum, auctoritate Domini nostri Iesu Christi, Beatorum Apostolorum Petri et Pauli, ac Nostra: matura deligeratione praehabita, et divina ope saepius implorata, ac de Venerabilium Fratrum Nostrorum Sanctae Romanae Ecclesiae Cardinalium, Patriarcharum, Archiepiscoporum et Episcoporum, in Urbe exsistentium, consilio, Beatum (Beata) N.N. Sanctum (Sancta) esse decernimus et definimus, ac Sanctorum Catalogo adscribimus: statuentes eum in universa Ecclesia inter Sanctos pia devotione recoli debere. In nomine Patris et Filii et Spiritus Sancti. Amen.
En honor a la Santísima Trinidad, para exaltación de la fe católica y crecimiento de la vida cristiana, con la autoridad de Nuestro Señor Jesucristo, de los Santos Apóstoles Pedro y Pablo y la Nuestra, después de haber reflexionado largamente, invocando muchas veces la ayuda divina y oído el parecer de numerosos hermanos en el episcopado, declaramos y definimos santo(a) al (a la) beato(a) N.N. y lo (la) inscribimos en el Catálogo de los Santos, y establecemos que en toda la Iglesia sea devotamente honrado(a) entre los santos. En el nombre del Padre y del Hijo y del Espíritu Santo. Amén.
Fórmula de canonización.

## Lista de ceremonias de canonización desde 1592 a la actualidad[12]
| N.º | Papa reinante  | Escudo pontificio | Período pontificio | N.º de ceremonias | Motivo de la canonización  | Hombres | Mujeres | Total |
| --- | -------------- | ----------------- | ------------------ | ----------------- | -------------------------- | ------- | ------- | ----- |
| 28. | Francisco      |                   | 2013-2025          | 16                | 851 mártires 60 confesores | 68      | 31      | 942   |
| 27. | Benedicto XVI  |                   | 2005-2013          | 10                | 2 mártires 43 confesores   | 26      | 19      | 45    |
| 26. | Juan Pablo II  |                   | 1978-2005          | 50                | 402 mártires 81 confesores | 359     | 124     | 483   |
| 25. | Pablo VI       |                   | 1963-1978          | 21                | 68 mártires 18 confesores  | 74      | 2       | 86    |
| 24. | Juan XXIII     |                   | 1958-1963          | 7                 | 10 confesores              | 8       | 2       | 10    |
| 23. | PÍo XII        |                   | 1939-1958          | 20                | 3 mártires 31 confesores   | 17      | 17      | 34    |
| 22. | Pio XI         |                   | 1922-1939          | 17                | 11 mártires 25 confesores  | 25      | 11      | 36    |
| 21. | Benedicto XV   |                   | 1914-1922          | 2                 | 3 confesores               | 1       | 2       | 3     |
| 20. | Pío X          |                   | 1903-1914          | 2                 | 3 mártires 29 confesores   | 31      | 1       | 32    |
| 19. | León XIII      |                   | 1878-1903          | 4                 | 62 mártires 87 confesores  | 91      | 6       | 149   |
| 18. | Pío IX         |                   | 1846-1878          | 2                 | 49 mártires 14 confesores  | 58      | 5       | 63    |
| 17. | Gregorio XVI   |                   | 1831-1846          | 1                 | 9 confesores               | 8       | 1       | 9     |
| 16. | Pío VII        |                   | 1800-1823          | 1                 | 6 confesores               | 3       | 3       | 6     |
| 15. | Clemente XIII  |                   | 1758-1769          | 1                 | 6 confesores               | 5       | 1       | 6     |
| 14. | Benedicto XIV  |                   | 1740-1758          | 1                 | 1 mártir 5 confesores      | 5       | 1       | 6     |
| 13. | Clemente XII   |                   | 1730-1740          | 1                 | 5 confesores               | 3       | 2       | 5     |
| 12. | Benedicto XIII |                   | 1724-1730          | 5                 | 3 mártires 11 confesores   | 12      | 2       | 14    |
| 11. | Clemente XI    |                   | 1700-1721          | 1                 | 6 confesores               | 4       | 2       | 6     |
| 10. | Inocencio XII  |                   | 1691-1700          | 2                 | 2 confesores               | 0       | 2       | 2     |
| 9.  | Alejandro VIII |                   | 1689-1691          | 1                 | 5 confesores               | 2       | 5       | 5     |
| 8.  | Inocencio XI   |                   | 1676-1689          | 1                 | 3 confesores               | 2       | 1       | 3     |
| 7.  | Clemente X     |                   | 1670-1676          | 1                 | 1 mártir 5 confesores      | 5       | 1       | 6     |
| 6.  | Clemente IX    |                   | 1667-1669          | 1                 | 3 confesores               | 2       | 1       | 3     |
| 5.  | Alejandro VII  |                   | 1655-1667          | 2                 | 5 confesores               | 5       | 0       | 5     |
| 4.  | Urbano VIII    |                   | 1623-1644          | 3                 | 6 confesores               | 5       | 1       | 6     |
| 3.  | Gregorio XV    |                   | 1621-1623          | 1                 | 6 confesores               | 5       | 1       | 6     |
| 2.  | Pablo V        |                   | 1605-1621          | 2                 | 1 mártir 3 confesores      | 3       | 1       | 4     |
| 1.  | Clemente VIII  |                   | 1592-1605          | 2                 | 4 confesores               | 4       | 0       | 4     |